# 丹尼尔·英格拉姆
丹尼尔·英格拉姆（英語：Daniel Luke Ingram，1975年6月13日—）是一名加拿大作曲家兼歌词作者，主要从事动画配乐创作。他已为电视节目制作200余首歌曲，风格涵盖流行、摇滚到大型百老汇风格音乐剧，在180个国家传播。他最为人所知的成就是为《彩虹小馬：友情就是魔法》及该系列的剧场版制作配乐。自2010年起，他已为彩虹小马系列制作超过80首歌曲。
他出生在菲律宾伊洛伊洛，父母均为加拿大人。在他3岁时全家回到加拿大，定居温哥华。
他已在音乐界获得多个奖项。他于2012至2017年间曾获得5次日间时段艾美奖儿童和动画节目最佳原创歌曲提名，于2008年和2012年2次获得利奥奖最佳动画音乐奖项。
| 日间时段艾美奖儿童和动画歌曲最佳原创歌曲提名 |                                                    |                        |
| 年份                                         | 歌曲                                               | 动画                   |
| 2012年                                       | Becoming Popular (The Pony Every Pony Should Know) | 彩虹小馬：友情就是魔法 |
| 2012年                                       | May The Best Pet Win                               | 彩虹小馬：友情就是魔法 |
| 2013年                                       | If You're A Guy                                    | 小小宠物店             |
| 2016年                                       | The Magic Inside                                   | 彩虹小馬：友情就是魔法 |
| 2017年                                       | Legend of Everfree                                 | 彩虹小馬：友情就是魔法 |

| 利奥奖最佳动画音乐奖项 |               |
| 年份                   | 动画          |
| 2008年                 | About a Girl  |
| 2010年                 | Martha Speaks |

2012年10月18日，Hub Network（现称Discovery Family）官方宣布他将同时担任《彩虹小馬：友情就是魔法》第三季和新系列《小小宠物店》的作曲家。《滚石杂志》也报道了他在彩虹小马中的作品。丹尼尔称亚伦·孟肯和兰迪·纽曼都对他的作品有影响。

## 外部連結
- Daniel Ingram在互联网电影资料库（IMDb）上的資料（英文）
- Equestria Daily對他的訪問（页面存档备份，存于） （英文）